# Leptinopterus v-niger
Leptinopterus v-niger es una especie de coleóptero de la familia Lucanidae.

## Distribución geográfica
Habita en Brasil.